# アメリタ・アラネス
アメリタ・アラネス（Amelita Alanes、1952年2月28日-）はフィリピンの女子陸上競技選手。専門は短距離走。
1970年にバンコクで開催されたアジア競技大会に出場し200mで日本の山田恵子に次ぐ2位となった。1972年にはミュンヘンオリンピックの女子100m、200m、4×100mリレーに出場しており、200mで準々決へと進出している。1973年のマニラでのアジア陸上競技選手権大会では100mで優勝、200mでも2位になっている。